# Dichocrocis diminutiva
Dichocrocis diminutiva là một loài bướm đêm trong họ Crambidae.